# Tuati Peak
Tuati Peak är en bergstopp i Antarktis. Den ligger i Östantarktis. Nya Zeeland gör anspråk på området. Toppen på Tuati Peak är 2 595 meter över havet.
Terrängen runt Tuati Peak är kuperad åt nordost, men åt sydväst är den bergig. Trakten är obefolkad. Det finns inga samhällen i närheten.